# Sembène Ousmane
Ousmane Sembène, ofta krediterad Sembène Ousmane (enligt fransk namnföljd), född 1 januari 1923 i Ziguinchor, död 9 juni 2007 i Dakar, var en senegalesisk hamnarbetare, författare och filmskapare (regissör, producent och manusförfattare). 

## Biografi
Ousmanes far var fiskare i Ziguinchor i Senegal och vid 15 års ålder började han själv arbeta som fiskare. När andra världskriget bröt ut kallades han in till den franska armén och deltog både i Italien och Tyskland. Efter kriget återvände han till Senegal och arbetade som rörmokare, murare och verkstadsarbetare. 1947 var han en strejkande järnvägsarbetare på linjen Dakar-Niger. I tio år arbetade han i Marseilles hamn, bland annat som fackföreningsledare för stuveriarbetarna. En olycka i hamnen tvingade honom till några månaders sysslolöshet och skrev då debutromanen Le docker noir 1956, som handlar om hans egna erfarenheter som hamnarbetare.
Ousmane skrev på franska men var som författare autodidakt och stod fri från fransk litterär tradition. Guds träbitar var hans mästerverk, en bred skildring av järnvägsstrejken 1947.
Ousmane utbildade sig också till filmskapare vid Moskvas filmskola, Allryska statliga kinematografiska institutet. Han filmatiserade novellen La noire de ... (ur novellsamlingen Voltaïques 1962) 1966. Filmen Le Mandat bygger på hans egen långnovell (ur novellsamlingen Véhi Ciosane out blanche gene'se suivi du Mandat 1965) och prisbelönades vid filmfestivalen i Venedig 1968. Ousmane gjorde två versioner av denna film: en på franska och en på wolof.